# Фрањо Бонер
Фрањо Бонер (Суботица, 21. септембар 1909 — Београд, 1984) је био учесник Шпанског грађанског рата из Војводине.

## Биографија
По занимању столарски радник. Пре одласка у Шпанију радио је у Београду. Био члан синдиката Уједињеног радничког синдикалног савеза Југославије (1933—1937). У Шпанију дошао 28. октобра 1937. Распоређен у батаљон Ђаковић, а потом у батаљон Дивизионарио, 45. дивизија. Два пута рањаван — први пут лакше на Арагонском фронту, а други пут теже на фронту Мора де Ебро. Након евакуације Шпанске републиканске армије 1939. у Француску био у логорима Аржеле, Сан Сиприен и Гирс.
У септембру 1939. одлази у Совјетски Савез. У СССР завршио четири разреда грађанске школе и био полазник политичких курсева. Вратио се у Југославију 1945. године. Од септембра 1947. до јула 1948. био директор кадрова Генералне дирекције за нафту и плин ФНРЈ. Од 1948. до 1950. био начелник персоналног одељења РУДНАП-а. Од 1950. радио у Југословенској народној армији као војни службеник треће класе.
Одликован Орденом за храброст, Орденом братства и јединства II реда, Орденом заслуга за народ II реда и Орденом за војне заслуге III реда.
Умро у Београду 1984.